# Johannes Antonius de Kok

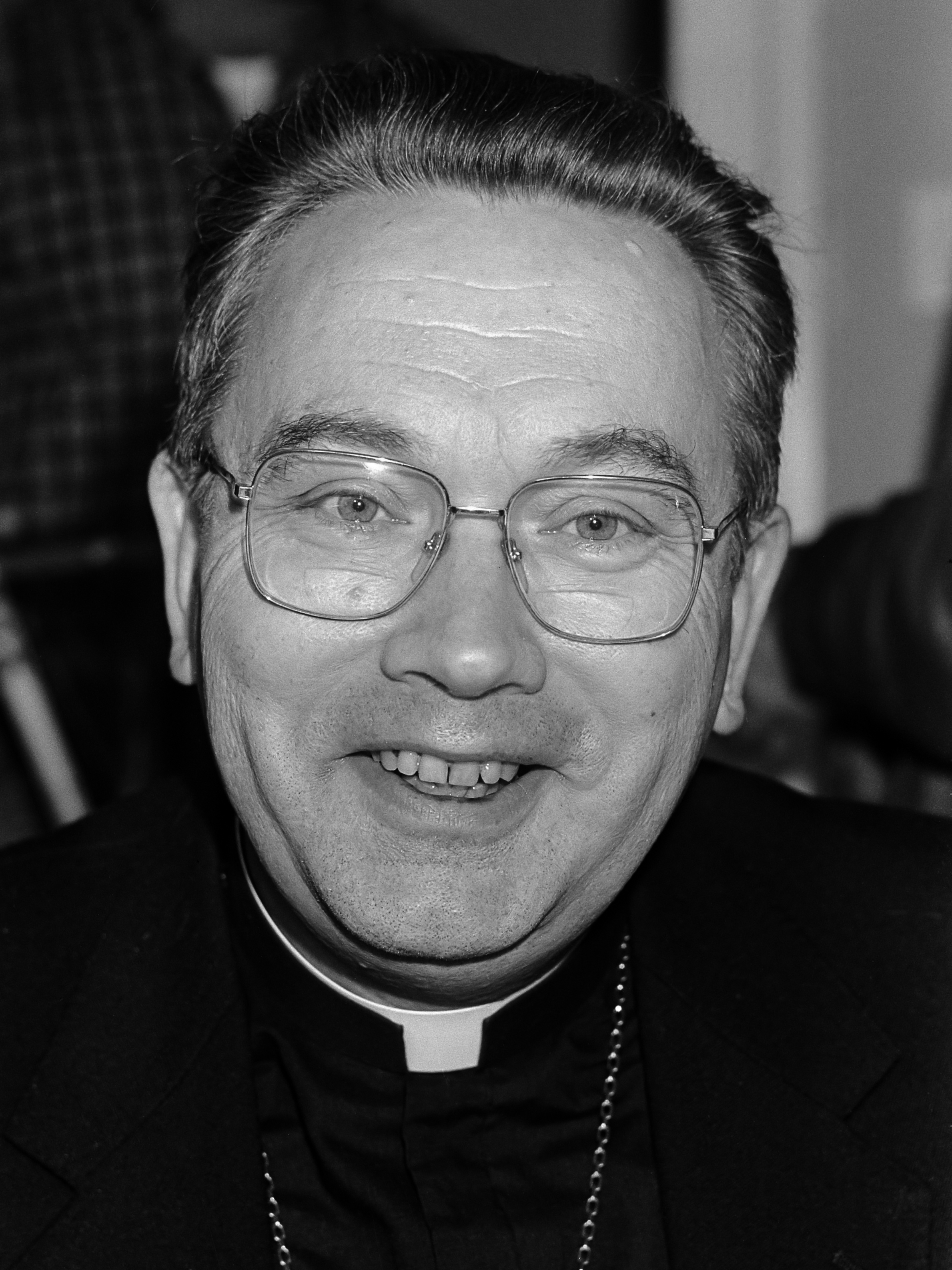
Johannes Antonius de Kok (1984)

Johannes Antonius de Kok OFM (* 28. August 1930 in Den Haag, Niederlande) ist ein niederländischer Ordensgeistlicher und emeritierter Weihbischof in Utrecht.

## Leben
Johannes Antonius de Kok trat der Ordensgemeinschaft der Franziskaner bei, für die er am 11. März 1956 die Priesterweihe empfing. Nach der Habilitation und einer Zeit als Professor für Kirchengeschichte an der Katholisch-Theologischen Hochschule Utrecht wurde er am 15. Januar 1982 von Papst Johannes Paul II. zum Weihbischof in Utrecht sowie zum Titularbischof von Trevico ernannt. Der Erzbischof von Utrecht und Präsident des Päpstlichen Rates zur Förderung der Einheit der Christen, Johannes Kardinal Willebrands, spendete ihm und seinem Mit-Weihbischof Johannes Bernardus Niënhaus am 6. März desselben Jahres die Bischofsweihe; Mitkonsekratoren waren Bernard Jan Kardinal Alfrink, emeritierter Erzbischof von Utrecht, Johann Bernard Wilhelm Maria Möller, Bischof von Groningen, und Rudolf Joseph Manfred Staverman OFM, emeritierter Bischof von Jayapura.
Am 27. August 2005 nahm Papst Benedikt XVI. sein altersbedingtes Rücktrittsgesuch an. Seitdem beschäftigt Bischof De Kok sich mit dem Archiv des Franziskanerordens in den Niederlanden. 2008 publizierte er Acht eeuwen minder-broeders in Nederland – Een oriëntatie (631 S.)